# Difference List
Der Begriff Difference List (Unterschiedsliste) kann sich auf zwei verschiedene Datenstrukturen in der Informatik beziehen. Zum einen bezeichnet es eine Datenstruktur, die zwei Listen enthält und den Unterschied zwischen diesen repräsentiert. Die zweite Datenstruktur ist eine funktionale Repräsentation einer Liste, die effiziente Konkatenation ermöglicht. In diesem Fall wird eine Unterschiedsliste als einargumentige Funktion implementiert, die eine Liste als Argument nimmt und an vorne an diese anfügt. Daher wird Konkatenation von Unterschiedslisten des zweiten Typs als Funktionskomposition implementiert, welche eine konstante Laufzeit aufweist.